# ژوئن-ایچی زاوا
ژوئن-ایچی زاوا (ژاپنی: 西澤潤一؛ زادهٔ ۱۲ سپتامبر ۱۹۲۶) دانشمند اهل ژاپن است.
وی همچنین برندهٔ جوایزی همچون مدال ادیسون انجمن مهندسان برق و الکترونیک شده است.